# Raikküla (commune)
Raikküla (en estonien : Raikküla vald) est une municipalité rurale d'Estonie située dans le Comté de Rapla. Elle s'étend sur 224,2 km2

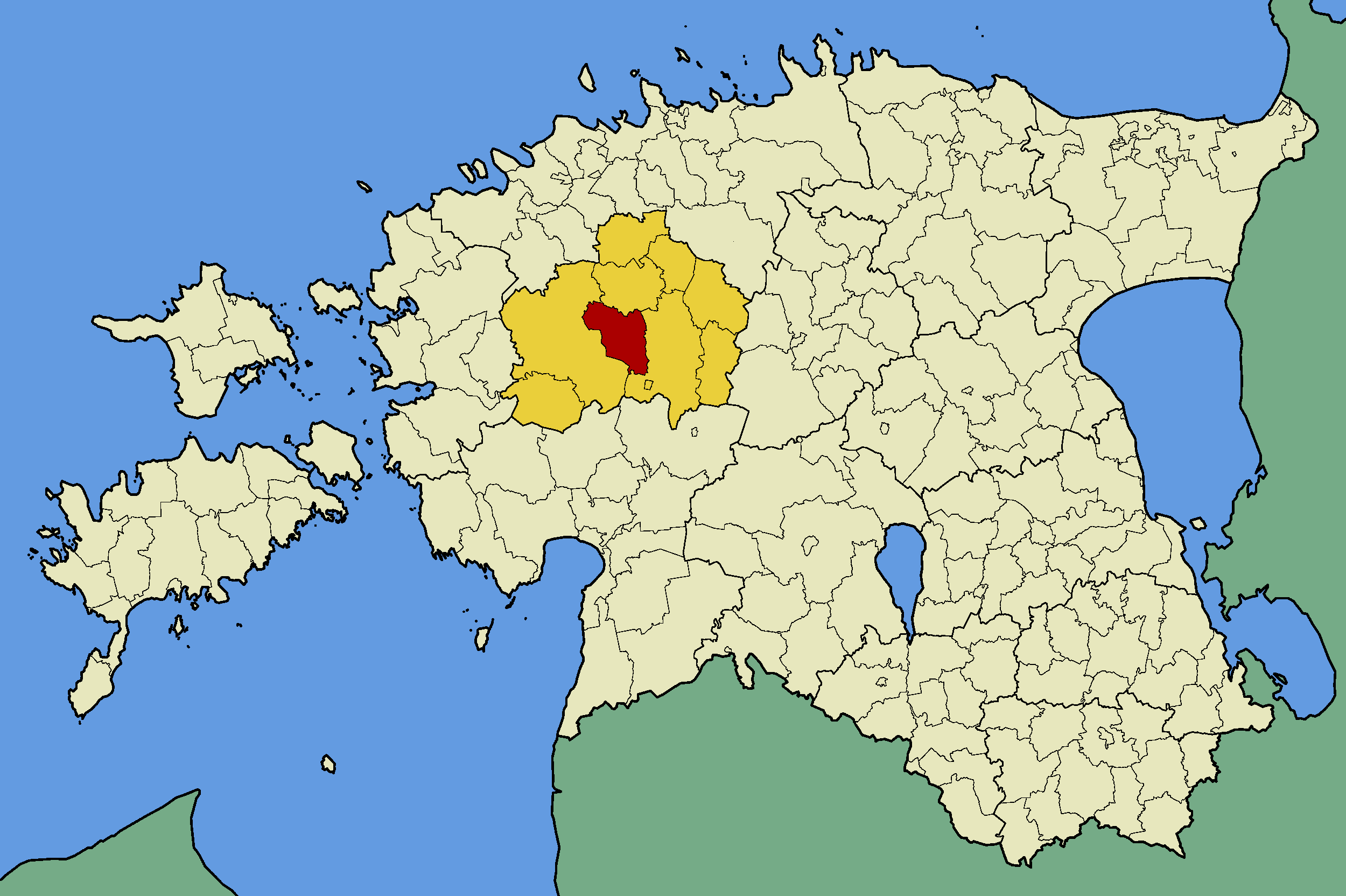
Commune de Raikküla (en rouge) dans le Comté de Rapla (en jaune).

et a 1 587 habitants au 1er janvier 2012.

## Municipalité
La municipalité regroupe 22 villages.

### Villages
Jalase, Kaigepere, Keo, Koikse, Kõrvetaguse, Lipa, Lipametsa, Loe, Lõpemetsa, Metsküla, Nõmmemetsa, Nõmmküla, Põlma, Pühatu, Purku, Raela, Raikküla, Riidaku, Tamme, Ummaru, Vahakõnnu, Valli.